# Dwight (Kansas)
Pour les articles homonymes, voir Dwight.
Dwight est une ville américaine située dans le comté de Morris, au Kansas. Selon le recensement de 2020, sa population est de 217 habitants.